# Natina Reed
Natina Tiawana Reed (Nova Iorque, 28 de outubro de 1979 - Duluth, 26 de outubro de 2012) foi uma atriz, cantora americana, rapper
Foi cantora de R&B e hip hop, sendo membro do grupo Blaque (sucessos dos anos 90). Em 2000 atuou no filme Bring It On (Teenagers - As Apimentadas, título no Brasil).
Reed morreu atropelada dois dias antes do seu 32° aniversário de vida.